# Баллинанти
Баллинанти (англ. Ballynanty; ирл. Baile na Neanta / Baile Uí Neachtain) — деревня в Ирландии, находится в графстве Лимерик (провинция Манстер).